# Ištařina brána

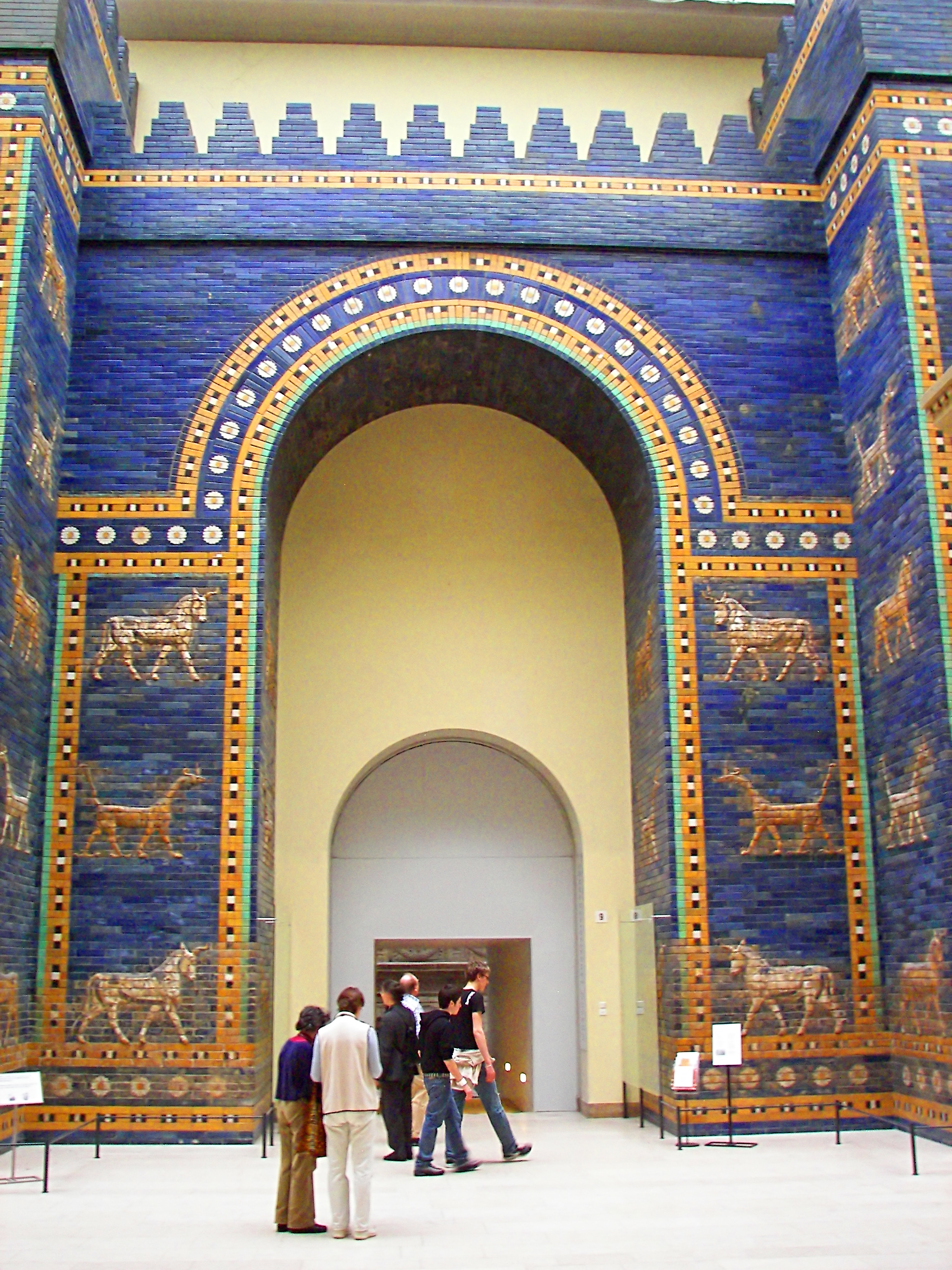
Rekonstrukce Ištařiny brány v Pergamonském muzeu v Berlíně

Ištařina brána  (arabsky بوابة عشتار) byla osmou bránou babylónského vnitřního města. K její výstavbě došlo kolem roku 575 př. n. l. z příkazu novobabylonského krále Nebukadnesara II. a byla zasvěcena babylonské bohyni plodnosti, lásky a války, Ištar.
Většinu jejího povrchu pokrývaly modře glazované cihly s nízkým reliéfem a zvířecími motivy, především draky a býky. Procházela jí procesní cesta po níž každoročně procházely průvody. Stěny průchodu zdobily nízké reliéfy se lvy.

## Kopie
Ve 30. letech 20. století byla postavena její rekonstrukce v Pergamonském muzeu v Berlíně na základě výzkumů z počátku století vedených německým archeologem Robertem Koldeweyem. Další jednotlivé zachované části jsou rozptýleny v několika muzeích po celém světě.
Její menší kopie byla vybudována také na původním místě v Iráku, ale značně utrpěla během války probíhající od roku 2003 kvůli pohybům vojenské techniky a snahám o odejmutí některých z cihel tvořících reliéfy.